# Аркадій (Таранов)
Архієпископ Аркадій (справжнє ім'я Таранов Олександр Борисович; 11 березня 1957, Ясенівський, Луганська область) — архієрей УПЦ (МП), архієпископ Ровеньківський і Свердловський, колабораціоніст. Громадянин Росії. У січні 2023 року позбавлений громадянства України указом президентом України за підтримку агресії проти України.

## Життєпис
1981  — послушник в Одеському Свято-Успенському монастирі.
8 березня 1982  — пострижений в малу схиму з іменем Аркадій, на честь преподобного. Аркадія Кипрського.
22 березня 1982  — рукопокладений в сан ієродиякона, 6 січня 1983 — в ієромонаха.
1981  — 1990  — насельник Свято-Успенського Патріаршого монастиря. Ніс послух помічника благочинного, завідував просфорнею.
1986  — нагороджений Наперсним хрестом.
1990  — возведений в сан ігумена, 13 листопада призначений настоятелем храму святих мучеників Адріана та Наталії (м. Одеса).
1996  — возведений в сан архімандрита. Призначений намісником Свято-Пантелеймонівського Одеського чоловічого монастиря.
2002  — закінчив Київську духовну академію.
2009  — брав участь в роботі Помісного собору Російської православної церкви від Одеської єпархії.
Ніс послух благочинного монастирів Одеської єпархії.
8 липня 2011  — брав участь в роботі Собору Російської православної церкви (від Одеської єпархії).
20 липня 2012  — відбулося наречення бути єпископом Овідіопольським, вікарієм Одеської єпархії.
4 серпня — хіротонія..
25 червня 2019 року возведений в сан архієпископа.
17 серпня 2021 року рішенням синоду РПЦвУ призначений архієпископом Ровеньківським і Свердловським.

## Санкції
24 січня 2023 року доданий до санкційного списку України.

## Нагороди
- 1993  — Хрест з прикрасами.
- 2000  — право служіння з жезлом.
- Орден святого рівноапостольного князя Володимира І, ІІ та ІІІ ступенів.
- Орден преподобного Нестора Літописця ІІ ступеню.
- Ювілейний орден та медаль на честь 2000-річчя Різдва Христова.
- Ювілейна медаль на честь 10 річчя Харківського Собору.